# Mesoleptus leptodomus
Mesoleptus leptodomus là một loài tò vò trong họ Ichneumonidae.